# N508 (België)
De N508 is een gewestweg in België tussen Doornik (R52) en de Franse grens bij La Glanerie waar de weg overgaat in de D938. De weg heeft een lengte van ongeveer 11 kilometer.
De gehele weg heeft twee rijstroken in beide rijrichtingen samen.

## Plaatsen langs N508
- Doornik
- Pic-au-Vent
- Rumes
- La Glanerie